# ریچارد پیرسون
ریچارد پیرسون (انگلیسی: Richard Pearson؛ زادهٔ ۱۹۶۱) یک تهیه‌کننده، کارگردان، و تدوین‌گر اهل ایالات متحده آمریکا است.

## فیلم‌شناسی (تدوین)
- از زمین تا ماه (۱۹۹۸) (اپیزود ۳، ۴، ۷، ۱۲)
- ماپت‌های فضایی (۱۹۹۹) (به‌همراه مایکل ای. استیونسون)
- بوفینگر (۱۹۹۹)
- غرق شدن مونا (۲۰۰۰)
- امتیاز (۲۰۰۱)
- مردان سیاه‌پوش ۲ (۲۰۰۲) (به‌همراه استیون ویسبرگ)
- به جنگل خوش‌آمدید (۲۰۰۳)
- برتری بورن (۲۰۰۴) (به‌همراه کریستوفر روس)
- سفری کوتاه به بهشت (۲۰۰۵)
- Rent (۲۰۰۵)
- یونایتد ۹۳ (فیلم) (۲۰۰۶) (به‌همراه کلر داگلاس و کریستوفر روس)
- تیغ شهرت (۲۰۰۷) (به‌همراه مکس کوین)
- اسمارت را بگیر (۲۰۰۸)
- ذره‌ای آرامش (۲۰۰۸) (به‌همراه مت چیز)
- مرد آهنی ۲ (۲۰۱۰) (به‌همراه دن لبنتال)
- خانه امن (۲۰۱۲)
- Red Dawn (۲۰۱۲)
- پلید (فیلم) (۲۰۱۴)
- حسابدار (فیلم ۲۰۱۶) (۲۰۱۶)